# Battaglia di Filomelion
La battaglia di Filiomelion fu combattuta nel 1116 tra bizantini e turchi selgiuchidi. Fu un tentativo infruttuoso del sultanato di Iconio di riconquistare parte dei territori che i bizantini avevano strappato ai selgiuchidi, grazie ai crociati.

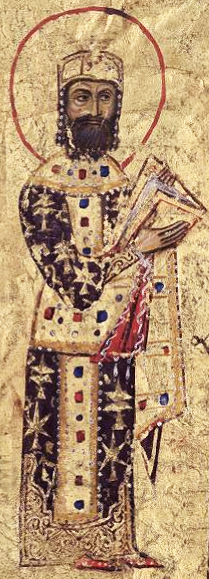
Icona di Alessio I Comneno

## Antefatti
Dopo il successo della prima crociata e il fallimento della crociata del 1101, i selgiuchidi ripresero le loro offensive contro l'impero bizantino. L'imperatore Alessio I Comneno, che iniziava a sentire la vecchiaia avanzare, non era in grado di affrontare la rapida invasione turca, che si stava diffondendo nell'Asia Minore bizantina. I selgiuchidi quindi assediarono Nicea, ma furono sconfitti e ricacciati nei loro confini. Tuttavia in seguito alle invasioni dei franchi, molto terreno fu nuovamente riconsolidato dai selgiuchidi, sotto l'autorità centralizzata di Iconio, dove il sultanato di Rum si era restaurato, sotto la guida del sultano Melikshah.

## La battaglia
Gli eventi della battaglia non sono chiari, Alessio si rese conto che un consistente esercito selgiuchide si stava avvicinando da nord e iniziò la ritirata verso il suo territorio. Il suo esercito riprese la sua formazione difensiva con i civili che accompagnavano i bagagli al centro. I turchi, sotto il comando di un ufficiale chiamato Manalugh, furono inizialmente sconcertati dalla formazione bizantina e non attaccarono con vigore. Tuttavia, il giorno seguente arrivò il sultano Melikshah e i bizantini furono attaccati su più lati. I turchi lanciarono un attacco simultaneo contro l'avanguardia e la retroguardia dell'esercito bizantino. La cavalleria bizantina effettuò due contrattacchi, il primo dei quali sembra essere stato infruttuoso. Un ulteriore contrattacco fu più fortunato, guidato da Niceforo Briennio il Giovane (marito di Anna Comnena e genero di Alessio), il capo dell'ala destra bizantina, ruppe quella parte delle forze turche guidate personalmente dal sultano, che poi si diede alla fuga. I Selgiuchidi allora lanciarono un attacco notturno, ma le disposizioni bizantine li frustrarono nuovamente. Il giorno seguente Malik Shah attaccò di nuovo, le sue truppe circondarono completamente l'esercito bizantino da tutti i lati. I turchi furono respinti ancora una volta con perdite, non avendo ottenuto nulla. Il giorno dopo Malik-Shah inviò ad Alessio delle proposte di pace e la battaglia si concluse a favore dei bizantini.

## Conseguenze
Alessio e Malik Shah si incontrarono, e Alessio gettò il suo prezioso mantello sulle spalle del sultano. Fu stipulata una pace che prevedeva l'impegno di Malik Shah a fermare le incursioni turche. La campagna fu notevole per l'alto livello di disciplina mostrato dall'esercito bizantino. Alessio aveva dimostrato di poter marciare con il suo esercito impunemente attraverso il territorio dominato dai turchi. Quando avvenne questa battaglia, l'imperatore Alessio I si trovava sul punto di morte. Le sue cattive condizioni di salute gli impedivano di proseguire la spedizione; egli infatti aveva rinunciato a partecipare alle campagne militari dal 1116, e due anni dopo egli morì. Con la sua morte, Alessio I lasciò incompiuti i suoi progetti di riconquista dell'Asia Minore, che rimasero in eredità al figlio Giovanni II Comneno, suo successore al trono dei basileis.